# Anelli di Giove
Gli anelli di Giove sono i costituenti di un debole sistema di anelli planetari intorno a Giove, il terzo ad esser stato scoperto nel sistema solare, dopo quello di Saturno e quello di Urano. Fu osservato per la prima volta nel 1979 dalla sonda Voyager 1, ma fu analizzato più approfonditamente negli anni novanta dalla sonda Galileo e, a seguire, dal telescopio spaziale Hubble e dai più grandi telescopi di terra.

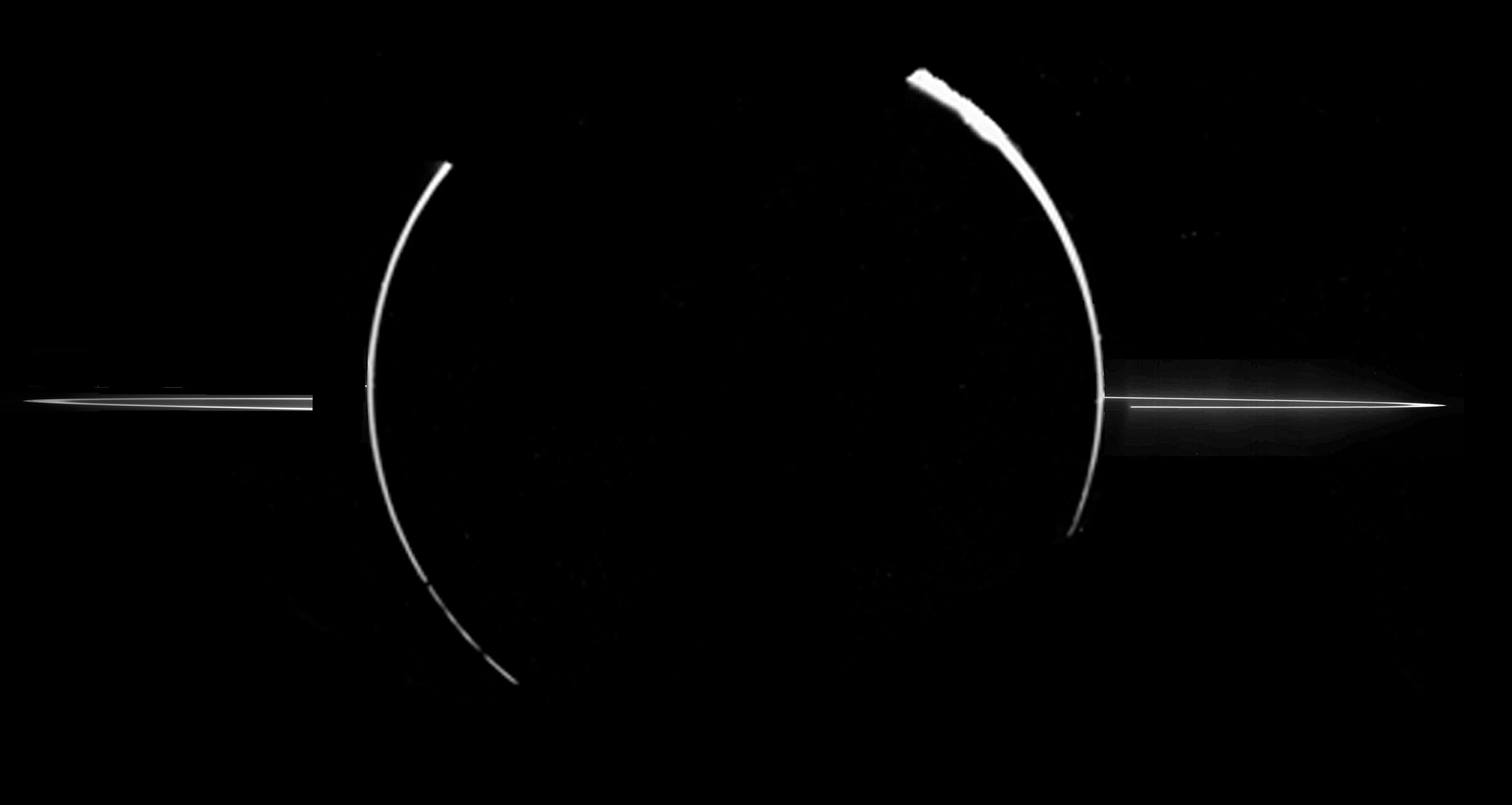
Un mosaico di fotografie degli anelli di Giove scattate dalla sonda statunitense Galileo mentre si trovava nel cono d'ombra del pianeta.

Il sistema di anelli consiste principalmente di polveri, presumibilmente silicati. È suddiviso in quattro parti principali: un denso toro di particelle noto come anello di alone; una fascia relativamente brillante, ma eccezionalmente sottile nota come anello principale; due deboli fasce più esterne, detti anelli Gossamer (garza), che prendono il nome dai satelliti il cui materiale superficiale ha dato origine a questi anelli: Amaltea (anello Gossamer di Amaltea) e Tebe (anello Gossamer di Tebe).
L'anello principale e l'anello di alone sono costituiti da polveri originarie dei satelliti Metis e Adrastea ed espulse nello spazio in seguito a violenti impatti meteorici. Le immagini ottenute nel febbraio e nel marzo 2007 dalla missione New Horizons ha mostrato inoltre che l'anello principale possiede una ricca struttura molto fine.
All'osservazione nel visibile e nell'infrarosso vicino, gli anelli hanno un colore tendente al rosso, eccezione fatta per l'anello di alone, che appare di un colore neutro o comunque tendente al blu. Le dimensioni delle polveri che compongono il sistema sono variabili, ma è stata riscontrata una netta prevalenza di polveri di raggio pari a circa 15 µm in tutti gli anelli tranne in quello di alone, probabilmente dominato da polveri di dimensioni nanometriche. La massa totale del sistema di anelli è scarsamente conosciuta, ma è probabilmente compresa tra 1011 e 1016 kg. L'età del sistema è sconosciuta, ma si ritiene che esista sin dalla formazione del pianeta madre.

## Scoperta ed esplorazione

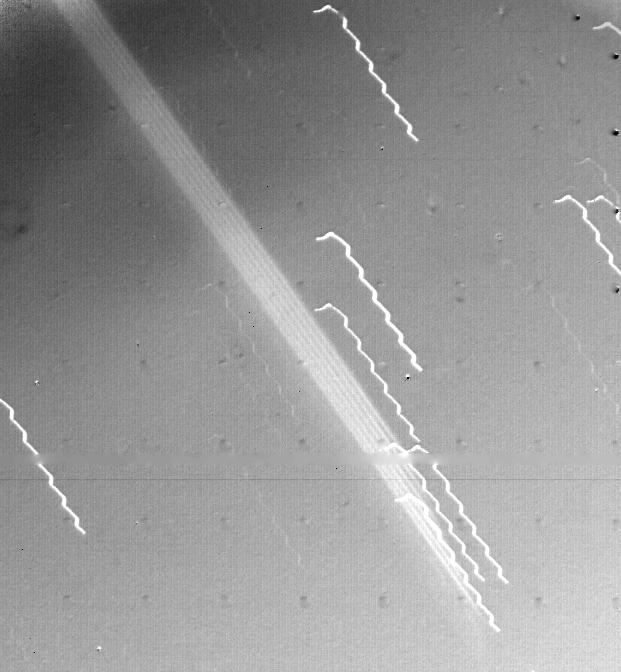
La prima immagine degli anelli di Giove ripresa dalla Voyager 1 il 4 marzo 1979.

Il sistema di anelli di Giove è stato il terzo sistema di anelli planetari ad esser stato scoperto nel sistema solare, dopo quello di Saturno e quello di Urano. Data l'albedo estremamente bassa che li caratterizza, mediamente pari a circa 0,05, gli anelli furono osservati solamente nel 1979, quando la sonda spaziale Voyager 1 effettuò un sorvolo ravvicinato del pianeta. La sonda ottenne una singola immagine sovraesposta del sistema di anelli.

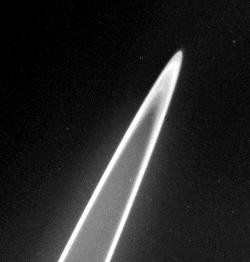
Un'immagine del sistema di anelli ripreso dalla sonda Voyager 2 il 10 luglio 1979.

La loro esistenza era stata ipotizzata nel 1975 sulla base delle osservazioni condotte dalla sonda Pioneer 11 sulle fasce di radiazione della magnetosfera planetaria. Nel corso del sorvolo del pianeta, la sonda aveva individuato un'inaspettata carenza di particelle fra i 50 000 e i 55 000 km di altitudine rispetto all'atmosfera del pianeta, che aveva portato ad ipotizzare l'esistenza di un satellite o di un anello planetario.
Dopo la fortuita osservazione da parte del Voyager 1 la sonda gemella, il Voyager 2, fu riprogrammata mentre era già in viaggio verso il pianeta per predisporre i propri strumenti ad uno studio approfondito degli anelli. La sonda raccolse un cospicuo quantitativo di dati, che permisero di delineare una sommaria struttura del sistema anulare.
La sonda Galileo, che studiò il pianeta tra il 1995 ed il 2003, permise di estendere le conoscenze sul sistema, mentre le osservazioni condotte tra il 1997 e il 2002 dai telescopi Keck e nel 1999 dal telescopio spaziale Hubble hanno permesso di rivelare la ricca struttura visibile in luce retrodiffusa. Nel 2000 la missione Cassini, diretta verso Saturno, ha condotto un'intensa osservazione del sistema di anelli.
Le immagini trasmesse dalla sonda New Horizons nel febbraio–marzo 2007 hanno permesso di osservare per la prima volta la struttura fine che caratterizza l'anello principale. Le future missioni che raggiungeranno il sistema di Giove forniranno ulteriori informazioni riguardo anche il sistema di anelli.

## Struttura
L'architettura del sistema di anelli è il risultato dell'interazione di un certo numero di forze: la forza gravitazionale esercitata da Giove e dai suoi satelliti (e in particolare dai satelliti pastore, che orbitano in prossimità o all'interno degli anelli); la forza elettromagnetica dovuta all'intenso campo magnetico rotante del pianeta; la forza di attrito dovuta alla presenza di polveri interplanetarie (più dense in prossimità di Giove).
Gli anelli si compongono di piccole polveri e microscopiche rocce dendritiche che ruotano attorno al pianeta. Gli anelli più interni si trovano all'interno del limite di Roche di Giove, ovvero la distanza dal centro del pianeta a cui un satellite può mantenere la propria struttura fisica senza disgregarsi per effetto delle forze di marea; per corpi aventi la stessa densità del pianeta madre, questo limite equivale a 2,456 volte il raggio del pianeta.

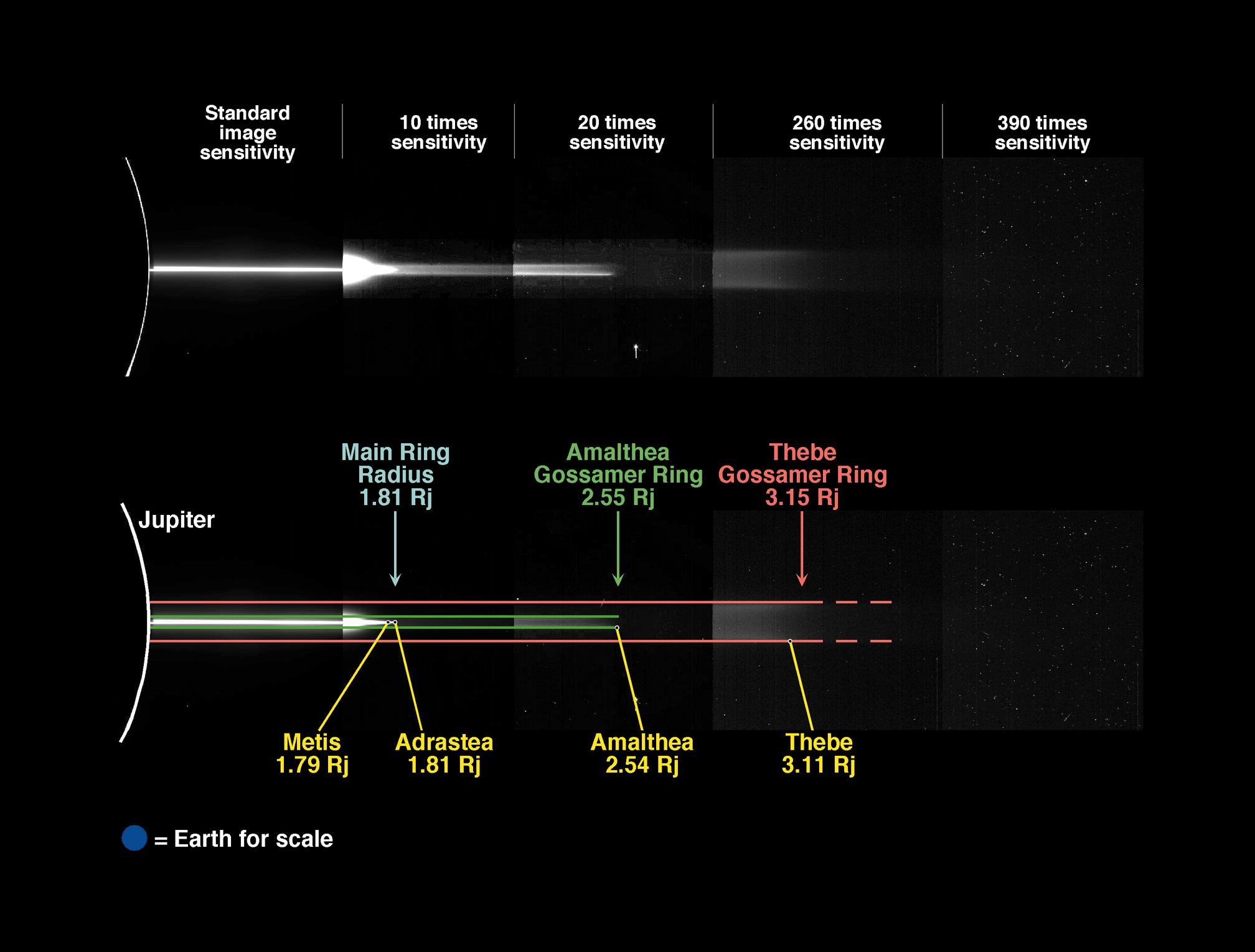
Mosaico di immagini riprese dalla sonda Galileo con uno schema che mostra la disposizione degli anelli e dei satelliti ad essi associati.

## Caratteristiche degli anelli

### Prospetto
Segue un prospetto sulle principali caratteristiche degli anelli di Giove.
| Nome                                 | Raggio (km)     | Larghezza (km) | Spessore (km) | Profondità ottica | Frazione delle polveri | Note                                                                      |
| ------------------------------------ | --------------- | -------------- | ------------- | ----------------- | ---------------------- | ------------------------------------------------------------------------- |
| Anello di alone                      | 92 000–122 500  | 30 500         | 12 500        | ~1 × 10−6         | 100%                   |                                                                           |
| Anello principale                    | 122 500–129 000 | 6 500          | 30–300        | 5,9 × 10−6        | ~25%                   | Delimitato da Adrastea                                                    |
| Anello Gossamer interno (di Amaltea) | 129 000–182 000 | 53 000         | 2 000         | ~1 × 10−7         | 100%                   | Connesso ad Amaltea                                                       |
| Anello Gossamer esterno (di Tebe)    | 129 000–226 000 | 97 000         | 8 400         | ~3 × 10−8         | 100%                   | Connesso con Tebe; oltre l'orbita del satellite è presente un'estensione. |

### Anello di alone
L'anello di alone è il più interno e spesso tra gli anelli di Giove. Il suo bordo più esterno coincide col confine interno dell'anello principale, ad una distanza dal centro del pianeta pari a circa 122 500 km (1,72 RJ); procedendo da questa distanza verso il pianeta l'anello si fa rapidamente più spesso. Lo spessore verticale effettivo dell'anello non è noto, ma è stata riscontrata la presenza di suo materiale ad una distanza, in verticale, di 10 000 km al di sopra del piano dell'anello.

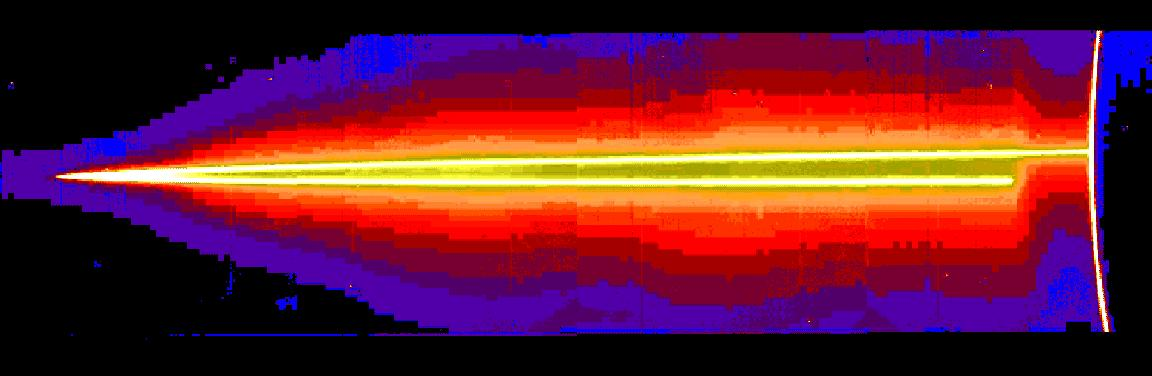
Immagine in falsi colori ripresa dalla sonda Galileo in luce diffusa diretta.

Il confine interno è piuttosto ben definito ed è situato ad una distanza dal centro del pianeta pari a 100 000 km (1,4 RJ), anche se tracce del materiale dell'anello sono presenti all'interno del confine sino a circa 92 000 km dal centro del pianeta; l'estensione dell'anello è dunque di circa 30 000 km. Ha quindi l'aspetto di uno spesso toro, privo di una chiara struttura interna.
L'anello di alone appare più brillante se ripreso in luce diffusa diretta. Sebbene la sua luminosità superficiale sia di gran lunga inferiore a quella dell'anello principale, il suo flusso fotonico verticale integrato è paragonabile per via del suo maggiore spessore. A dispetto dell'estensione verticale ipotizzata (oltre 20 000 km), la luminosità dell'anello di alone è fortemente concentrata lungo il piano. In luce retrodiffusa l'aspetto dell'anello è fondamentalmente simile a quello in luce diretta, sebbene il suo flusso fotonico totale sia diverse volte inferiore a quello dell'anello principale e sia molto più intensamente concentrato nei pressi del piano dell'anello.
Le proprietà spettrali dell'anello di alone sono differenti da quelle dell'anello principale: la distribuzione del flusso nella banda 0,5–2,5 µm è più schiacciata; inoltre, a dispetto degli altri anelli, l'anello di alone non appare rosso all'osservazione nel visibile e nell'infrarosso vicino, ma di un colore neutro o comunque tendente al blu.
Queste caratteristiche proprietà ottiche possono essere spiegate solo se si ipotizza che l'anello sia composto prevalentemente da polveri di dimensioni inferiori a 15 µm in corrispondenza del piano, mentre le parti dell'anello che si distanziano dal piano potrebbero consistere di particelle di dimensioni inferiori, dell'ordine del nanometro.

### Anello principale
Lo stretto e relativamente sottile anello principale è la porzione più brillante del sistema di anelli di Giove. Il suo confine esterno è situato ad un raggio pari a circa 129 000 km (1,806 RJ) e coincide con l'orbita del satellite interno più piccolo, Adrastea, che funge da sua "luna pastore", delimitando in modo netto il confine esterno dell'anello. Il suo bordo interno non è delimitato da alcun satellite ed è situato a circa 122 500 km (1,72 RJ) dal centro del pianeta, nel punto in cui gradualmente sfuma nell'anello di alone; per questo motivo l'estensione radiale dell'anello si aggira sui 6 500 km.

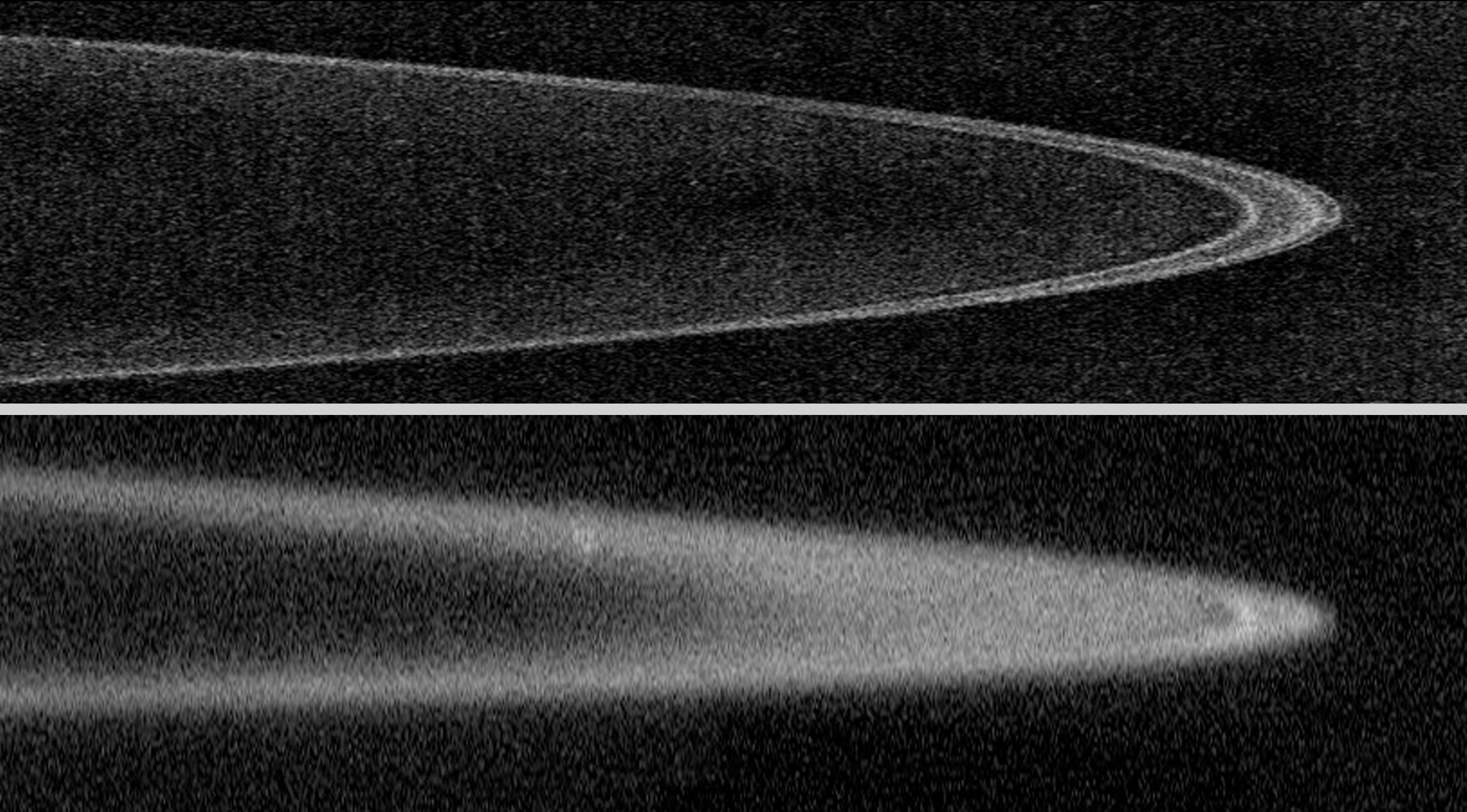
L'immagine in alto, ripresa dalla sonda New Horizons, mostra l'anello principale in luce retrodiffusa; è ben visibile la struttura fine della sua parte più esterna. L'immagine in basso mostra l'anello in luce diffusa diretta, mostrando la sua mancanza di struttura eccezion fatta per la divisione di Metis.

L'anello è segnato da diverse lacune, che individuano le orbite dei satelliti che lo delimitano: Adrastea e Metis, all'esterno del quale è presente la cosiddetta divisione di Metis. L'osservazione in luce retrodiffusa permette di osservare come l'anello appaia costituito da due diverse parti, intervallate dalla divisione di Metis: una sottile parte esterna, che si estende da 128 000 a 129 000 km, che include tre piccoli sotto-anelli separati da lacune, ed una porzione interna più debole che si estende da 122 500 a 128 000 km, che manca di qualunque sotto-struttura visibile.
La fine struttura dell'anello principale è stata scoperta grazie ai dati raccolti dalla sonda Galileo ed è stata ben visualizzata dalle immagini ottenute dalla sonda New Horizons. Le analisi dettagliate delle immagini fornite dalla sonda Galileo hanno mostrato delle variazioni longitudinali della luminosità dell'anello, assieme ad alcuni addensamenti delle polveri che costituiscono l'anello, confermati poi dalla New Horizons, di dimensioni comprese tra 500 e 1000 km. Gli addensamenti scoperti sono stati suddivisi in due gruppi, rispettivamente di cinque e due membri. La natura di questi accumuli non è chiara, ma le loro orbite sono in risonanza con Metis rispettivamente pari a 115:116 e 114:115.
Le immagini riprese dalle sonde Galileo e New Horizons rivelano inoltre la presenza di due gruppi di increspature spiraleggianti nell'anello, che col tempo sono divenute maggiormente serrate al rateo atteso per effetto della recessione nodale differenziale (in inglese: differential nodal regression). Estrapolando all'indietro, il più prominente dei due sistemi di oscillazioni appare essere stato generato nel 1995, in prossimità del periodo in cui il pianeta è stato interessato dall'impatto dei frammenti della cometa Shoemaker-Levy 9; l'altro invece risalirebbe alla prima metà del 1990. Le misurazione condotte nel novembre del 2006 attraverso la Galileo indicano una lunghezza d'onda di 1920 ± 150 e 630 ± 20 km, ed un'ampiezza di 2,4 ± 0,7 e 0,6 ± 0,2 km, per i due sistemi di oscillazioni, rispettivamente il maggiore ed il minore. La formazione delle oscillazioni maggiori può essere spiegata se l'anello è stato investito da una nube di particelle liberate dalla cometa con una massa complessiva di (2-5)×1012 kg, che avrebbe inclinato l'anello fuori dal piano equatoriale per 2 km. Perturbazioni analoghe sono state osservate dalla sonda Cassini negli anelli C e D di Saturno.
Le analisi spettroscopiche ottenute tramite i telescopi Hubble, Keck e le sonde Galileo e Cassini hanno mostrato che le particelle che costituiscono l'anello appaiono di un colore rosso, ovvero la loro albedo è più alta a lunghezze d'onda maggiori, comprese tra 0,5 e 2,5 µm. Sino ad ora non sono state scoperte delle peculiarità spettrali attribuibili alla presenza di particolari composti chimici, sebbene le osservazioni della Cassini abbiano rilevato bande di assorbimento a 0,8 e 2,2 µm. Lo spettro dell'anello presenta comunque numerose affinità con quelli dei satelliti Adrastea e Amaltea. Queste proprietà spettroscopiche possono essere comprese se si ipotizza che esso sia composto da significative quantità di polveri le cui particelle abbiano dimensioni comprese tra 0,1 e 10 µm. L'ipotesi spiega la maggiore intensità luminosa in luce diretta che non in retrodiffusa; tuttavia, per esplicare l'intensa retrodiffusione e la struttura molto fine nella porzione esterna dell'anello è necessario ipotizzare la presenza di corpi di dimensioni maggiori rispetto a quella delle polveri, di dimensioni comprese tra il centimetro e il km. La presenza di due popolazioni di particelle nell'anello principale spiega perché il suo aspetto dipende dalla geometria visuale: le polveri, infatti, favoriscono la diffusione diretta, formando un anello omogeneo relativamente spesso delimitato dall'orbita di Adrastea; invece, le particelle più grandi, che favoriscono la retrodiffusione, sono confinate in piccoli anelli nella regione compresa tra le orbite di Metis e Adrastea.
La massa complessiva delle polveri è stata stimata sui 107–109 kg, mentre quella degli oggetti maggiori, esclusi Metis e Adrastea, è di circa 1011–1016kg a seconda delle loro dimensioni massime (il valore-limite è stato posto intorno al km).

### Anelli Gossamer
L'anello Gossamer (letteralmente garza, in inglese) è il più esterno del sistema; è convenzionalmente diviso in due parti: un anello interno, compreso nell'orbita di Amaltea, ed uno più esterno, che si estende fino all'orbita di Tebe; a questi va aggiunta una nube di pulviscolo che si estende oltre l'orbita di Tebe, fino a svanire gradualmente nel mezzo interplanetario. Si può quindi genericamente parlare, al plurale, di anelli Gossamer, in riferimento alla molteplicità di sottoanelli presenti nel sistema.

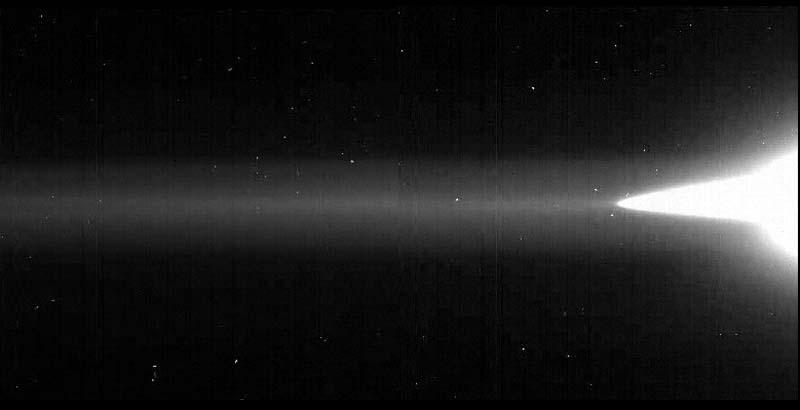
Immagini degli anelli Gossamer ottenuti dalla sonda Galileo in luce diffusa diretta.

L'anello Gossamer interno, o anello di Amaltea, è una struttura molto debole con una sezione rettangolare, estesa dall'orbita di Amaltea, a 182 000 km (2,54 RJ) fino a circa 129 000 km (1,80 RJ); il suo bordo interno non è nettamente definito a causa della presenza del molto più brillante Anello Principale e l'alone. Lo spessore dell'anello è di circa 2300 km nei pressi dell'orbita di Amaltea e decresce leggermente in direzione di Giove; è inoltre più luminoso vicino ai bordi superiore e inferiore ed aumenta di luminosità in direzione di Giove. Il bordo esterno dell'anello non è particolarmente netto, specialmente nel bordo superiore. È presente una forma a goccia nella luminosità poco all'interno dell'orbita di Amaltea con una struttura aggiuntiva a forma di guscio. È costituito da polveri di dimensioni comprese fra 0,2 e 5 µm.
L'anello Gossamer esterno, o anello di Tebe, è il più debole degli anelli gioviani: appare come una struttura particolarmente debole con una sezione incrociata rettangolare, estesa dall'orbita del satellite Tebe, a 226 000 km (3,11 RJ), fino a circa 129 000 km (1,80 RJ;); questo bordo interno non è nettamente definito a causa della presenza del molto più brillante anello principale e dell'alone. lo spessore dell'anello è di circa 8400 km all'altezza dell'orbita di Tebe e decresce lentamente in direzione del pianeta; è inoltre più luminoso vicino ai bordi superiore e inferiore ed aumenta di luminosità in direzione di Giove, come l'anello Gossamer interno. Il bordo esterno dell'anello non è particolarmente netto, estendendosi per oltre 15 000 km. È presente una continuazione dell'anello nell'orbita di Tebe a mala pena visibile, che si estende fino a 280 000 km (3,75 RJ) ed è chiamata estensione di Tebe. È costituito da polveri di dimensioni comprese fra 0,2 e 5 µm, simili a quelle dell'anello interno.

## Formazione

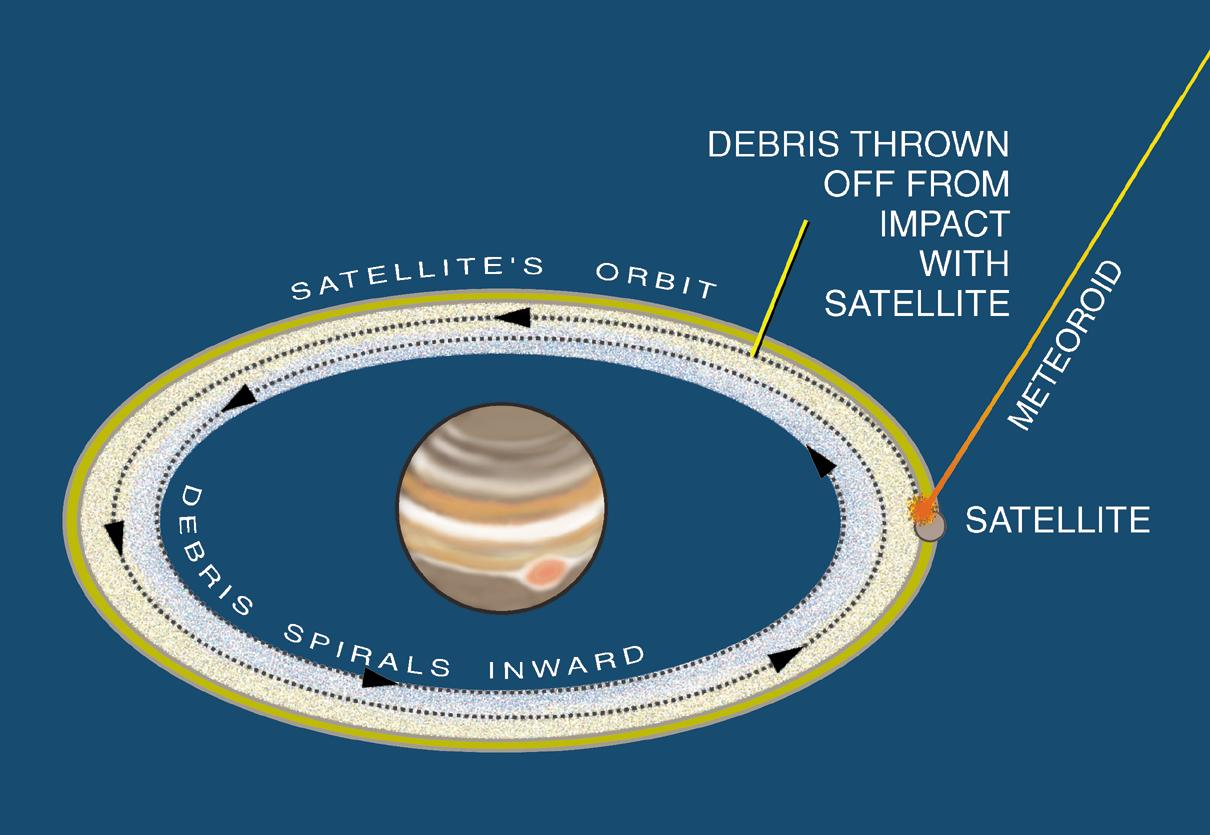
Schema che mostra in che modo si formano gli anelli di Giove.

Le polveri che costituiscono gli anelli sono soggette ad un costante processo di rimozione dovuto alla combinazione dell'effetto Poynting-Robertson e delle forze elettromagnetiche della magnetosfera di Giove. I materiali volatili, ad esempio i ghiacci, sublimano rapidamente; si stima che il tempo di vita delle polveri sia compreso tra 100 e 1000 anni, e quindi la polvere che viene a mancare deve essere continuamente sostituita grazie a quella che si origina dalle collisioni tra i corpi di dimensioni maggiori, comprese tra 1 cm e 0,5 km, e tra questi corpi e le particelle ad alta velocità provenienti dall'esterno del sistema gioviano. Questa popolazione di oggetti è confinata nella sottile (circa 1000 km) ma brillante parte esterna dell'anello principale ed include i satelliti Metis ed Adrastea. Le dimensioni di questi oggetti devono essere inferiori, stando alle rilevazioni della New Horizons, a 0,5 km; in precedenza questo limite, stando alle osservazioni del telescopio Hubble e dalla sonda Cassini, era molto più ampio, circa 4 km. La polvere prodotta nelle collisioni permane nella stessa fascia orbitale degli oggetti da cui si è originata e lentamente spiraleggia in direzione del pianeta madre, formando la parte più interna e tenue dell'anello principale e l'anello di alone.
Le polveri degli anelli Gossamer si originano dai satelliti interni Amaltea e Tebe, essenzialmente allo stesso modo di quelle dell'anello principale e dell'alone; tuttavia la loro sottigliezza è dovuta alle escursioni verticali di alcune lune a causa della loro inclinazione orbitale non nulla. Queste ipotesi spiegano completamente quasi tutte le proprietà osservabili sul bordo esterno e interno degli anelli.
Alcune formazioni non sono ancora state spiegate: l'estensione di Tebe, che potrebbe essere causata da un corpo ignoto all'esterno dell'orbita di Tebe stessa, ed alcune strutture individuabili nella osservazioni condotte in luce retrodiffusa. Una possibile spiegazione dell'estensione osservata è l'influenza delle forze elettromagnetiche della magnetosfera di Giove: quando le polveri entrano nel cono d'ombra dietro il pianeta, perdono la loro carica elettrica piuttosto velocemente; dato che le particelle più piccole co-ruotano in parte assieme a Giove, durante il transito nell'ombra si muoveranno verso l'esterno, creando così l'estensione osservata dell'Anello Gossamer di Tebe. La stessa forza può spiegare la diminuzione nella distribuzione delle particelle, e la luminosità dell'anello che avviene fra le orbite di Amaltea e di Tebe.
L'analisi delle immagini degli anelli di Gossamer rivela che un picco nella luminosità poco all'interno dell'orbita di Amaltea, potrebbe essere causato dalle particelle di polvere intrappolate dai punti di Lagrange conducente (L4) e trascinante (L5) di Amaltea; anche l'alta luminosità del bordo esterno dell'anello Gossamer di Amaltea può essere causata da queste polveri intrappolate. Le particelle possono essere presenti sia su L4 che su L5; questa scoperta implica che negli anelli di Gossamer ci sono due popolazioni di particelle: una diretta lentamente in direzione di Giove, come descritto sopra, e l'altra che si mantiene vicino alla luna generatrice intrappolata in risonanza 1:1 con essa.
L'età dell'anello è sconosciuta, ma potrebbe costituire l'ultimo residuo di una precedente popolazione di piccoli oggetti nelle vicinanze di Giove, distrutti da reciproche collisioni e dalle forze di marea del pianeta madre.

### Titoli generali
- (EN) Albrecht Unsöld, The New Cosmos, New York, Springer-Verlag, 1969.

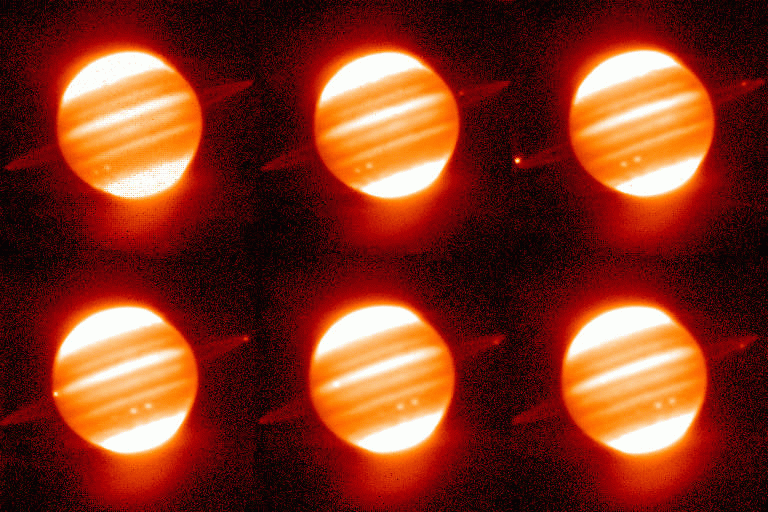
Una serie di immagini che inquadrano Giove e il suo sistema di anelli nell'infrarosso riprese nel 1994 dall'Infrared Telescope Facility nelle Hawaii.

- H. L. Shipman, L'Universo inquieto. Guida all'osservazione a occhio nudo e con il telescopio. Introduzione all'astronomia, Bologna, Zanichelli, 1984, ISBN 88-08-03170-5.
- (EN) Stephen Hawking, A Brief History of Time, Bantam Books, 1988, ISBN 0-553-17521-1.
- H. Reeves, L'evoluzione cosmica, Milano, Rizzoli–BUR, 2000, ISBN 88-17-25907-1.
- AA.VV, L'Universo - Grande enciclopedia dell'astronomia, Novara, De Agostini, 2002.
- J. Gribbin, Enciclopedia di astronomia e cosmologia, Milano, Garzanti, 2005, ISBN 88-11-50517-8.
- W. Owen, et al, Atlante illustrato dell'Universo, Milano, Il Viaggiatore, 2006, ISBN 88-365-3679-4.
- M. Rees, Universo. Dal big bang alla nascita dei pianeti. Dal sistema solare alle galassie più remote, Milano, Mondadori Electa, 2006,  p. 512.

### Titoli specifici

#### Sul sistema solare
- M. Hack, Alla scoperta del sistema solare, Milano, Mondadori Electa, 2003,  p. 264.
- F. Biafore, In viaggio nel sistema solare. Un percorso nello spazio e nel tempo alla luce delle ultime scoperte, Gruppo B, 2008,  p. 146.
- (EN) Vari, Encyclopedia of the Solar System, Gruppo B, 2006,  p. 412, ISBN 0-12-088589-1.

#### Sul pianeta
- (EN) Bertrand M. Peek, The Planet Jupiter: The Observer's Handbook, Londra, Faber and Faber Limited, 1981, ISBN 0-571-18026-4, , OCLC 8318939.
- (EN) Eric Burgess, By Jupiter: Odysseys to a Giant, New York, Columbia University Press, 1982, ISBN 0-231-05176-X.
- (EN) John H. Rogers, The Giant Planet Jupiter, Cambridge, Cambridge University Press, 1995, ISBN 0-521-41008-8, , OCLC 219591510.
- (EN) Reta Beebe, Jupiter: The Giant Planet, 2ª ed., Washington, Smithsonian Institute Press, 1996, ISBN 1-56098-685-9.
- (EN) AA.VV., The New Solar System, a cura di Kelly J. Beatty; Carolyn Collins Peterson; Andrew Chaiki, 4ª ed., Massachusetts, Sky Publishing Corporation, 1999, ISBN 0-933346-86-7, , OCLC 39464951.
- (EN) D. C. Jewitt; S. Sheppard ; C. Porco, F. Bagenal; T. Dowling; W. McKinnon, Jupiter: The Planet, Satellites and Magnetosphere (PDF), Cambridge, Cambridge University Press, 2004, ISBN 0-521-81808-7 (archiviato dall'url originale il 14 giugno 2007).
- (EN) Linda T. Elkins-Tanton, Jupiter and Saturn, New York, Chelsea House, 2006, ISBN 0-8160-5196-8.